# Fanas z Pelleny
Fanas z Pelleny (gr. Φάνας) – starożytny grecki biegacz, olimpijczyk. W 512 p.n.e. (olimpiada 67) odniósł jednoczesne zwycięstwo w biegu na stadion, diaulosie i biegu w zbroi, jako pierwszy zdobywając zaszczytny tytuł potrójnego triumfatora (triastes).